# Vente one shot
Pour les articles homonymes, voir One shot.
Une vente « one shot » (en un coup) désigne une vente directe signée au cours de l'unique rencontre entre le prospect et le commercial. Bien que l’expression « one shot » soit la plus courante, le terme francophone est « (vente) en cycle court » ou « (démarchage) en première visite »

## Protocole
Le protocole de vente est généralement le suivant :
1. le commercial représentant le prestataire démarche le prospect, ils prennent rendez-vous pour une présentation de l'offre chez le prospect ;
2. le jour du rendez-vous, le commercial déroule son argumentation ;
3. le commercial insiste pour obtenir du prospect une signature du contrat sur le champ.

## Rôle économique
Cette technique permet de rentabiliser l'activité des vendeurs. Elle limite le temps passé par sa force de vente en clientèle aux entretiens de prise de commandes. Elle réduit les frais de déplacement en limitant le nombre d'entretiens par vente. Elle coupe les possibilités d'intervention des compétiteurs en abrégeant le temps de consultation du client.

## Polémique sur l'éthique de cette technique de vente
Cette technique permet de réaliser directement une vente, sans que le client n'ait le temps de lire en détail le ou les contrats, alors qu'il n'aurait pas toujours accepté l'offre s'il avait eu le temps de lire lesdits contrats,.
Cette technique de vente est critiquée, car contraire à la démarche commerciale moins agressive, des acteurs traditionnels,,
Exemples :
- prix nettement plus attirants ou présentés comme promotions ou opportunité rares (jeu-concours, client-vitrine,…)
- la durée du contrat est en petits caractères en bas de page, et sa revente/cession à un leaser n'est pas évoquée
- pas de délai de réflexion ou non mentionné explicitement, ou conditions léonines (coût très élevé, par ex 2 ans de mensualité pour se délester du contrat)
- tacite reconduction du contrat, sinon le client perd tout (l'objet et ses bénéfices, exemple 1 : site web dont fichiers HTML/CSS + base de données + le nom de domaine qui reste propriété du prestataire internet ; exemple 2 : boîtier et surveillance).

Le mode de financement est rarement la Location avec Option d'Achat (LOA), il s'agit souvent de deux autres modes, chacun ayant un inconvénient pour le locataire :
- en crédit-bail (similaire à la LOA) la résiliation avant le terme du contrat est impossible, ou soumise à autorisation du loueur et à payement d'indemnités,
- en location financière[11], la possibilité de devenir propriétaire n'existe pas du tout : le bien doit être restitué, ou un accord de prorogation du contrat doit être signé.

### Prévalence
Cette technique commerciale des cycles de vente courts, est utilisée principalement en France, ainsi qu'en Belgique. Quelques entreprises la mettent également en œuvre en Espagne. Les freins à cette approche de vente sont juridiques, car la société doit rédiger des contrats de vente, d'exploitation et de licence adaptés valables dans la législation locale.
Cette technique de ventes est très utilisée dans le secteur du numérique, en particulier pour la vente de sites web[réf. nécessaire],,,,. Concernant le cas particulier d'un site de vente en ligne (boutique en ligne), la DGCCRF édite un Guide du vendeur e-commerce qui évoque pages 5  à 7 les enjeux du choix du prestataire, et concernant le démarchage « one shot » elle affirme :

« Par principe, il est préférable de faire appel à la concurrence. Même si
vous êtes intéressé par la prestation qui vous est proposée, n’hésitez pas
à contacter d’autres prestataires du secteur et comparez ce qu’ils vous
proposent pour choisir celui qui répondra le mieux à vos attentes.
Consultez les fédérations professionnelles sur internet. Avant de signer,
prenez connaissance de ce qui est dit sur le prestataire que vous venez
de rencontrer. »

— DGCCRF
Ces recommandations étaient déjà sensiblement les mêmes dans l'édition 2019, l'édition 2018 et l'édition 2015 du guide.

### Réponse des Ordres et fédérations professionnelles
Elles informent et avertissent leurs membres : architectes,
osthéopathes,
infirmiers...

### Réponse des Pouvoirs Publics
En Belgique, une charte « éthique et technique » a été lancée en 2009 puis développée par l'Agence Wallonne des Télécommunications : la Charte eTIC. Elle s'est étendue à la France, puis étoffée via des listes connexes orientées commerce électronique et optimisation pour les moteurs de recherche (SEO). La liste des prestataires web signataires est publique. Le projet prit fin en 2015.
La députée française Virginie Duby-Muller a émis la proposition de résolution no 1693  tendant à la création d'une commission d'enquête sur l'impact économique de la méthode de vente forcée dite "one shot" Elle a également émis une « Proposition De Loi visant à renforcer le droit du consommateur en cas de vente forcée en cycle court ».
Le sénateur André Vallini a lui aussi, parmi d'autres, été l'auteur d'une question, en l'occurrence sur « l'Impact économique de la méthode de vente forcée dite one shot ».
Depuis des années, la DGCCRF est régulièrement saisie de plaintes qui émanent de professionnels isolés. En 2022 elle mène une enquête qui a permis de « constater que les démarcheurs peuvent utiliser des méthodes commerciales controversées, voire agressives ». 22 établissements furent ciblés pour contrôle, menant pour résultats à 3 avertissements, 8 injonctions, 3 procès-verbaux pénaux, et 1 procès-verbal d’amende administrative.

#### Réponses de la Justice
Une agence Web a été condamnée en première instance après une vente one-shot, pour avoir « manqué à ses obligations contractuelles ». Certaines autres sociétés comptent de nombreux procès. Le financeur Locam SAS fut assigné les 4 et 5 juin 2020 au Tribunal Correctionnel de Saint-Étienne par 150 plaignants pour pratique commerciale trompeuse,, il est relaxé en première instance.
Les tribunaux français sont régulièrement sollicités pour juger ce type d'affaires, menant à de nombreuses jurisprudences évoquant la location financière